# جوریدن

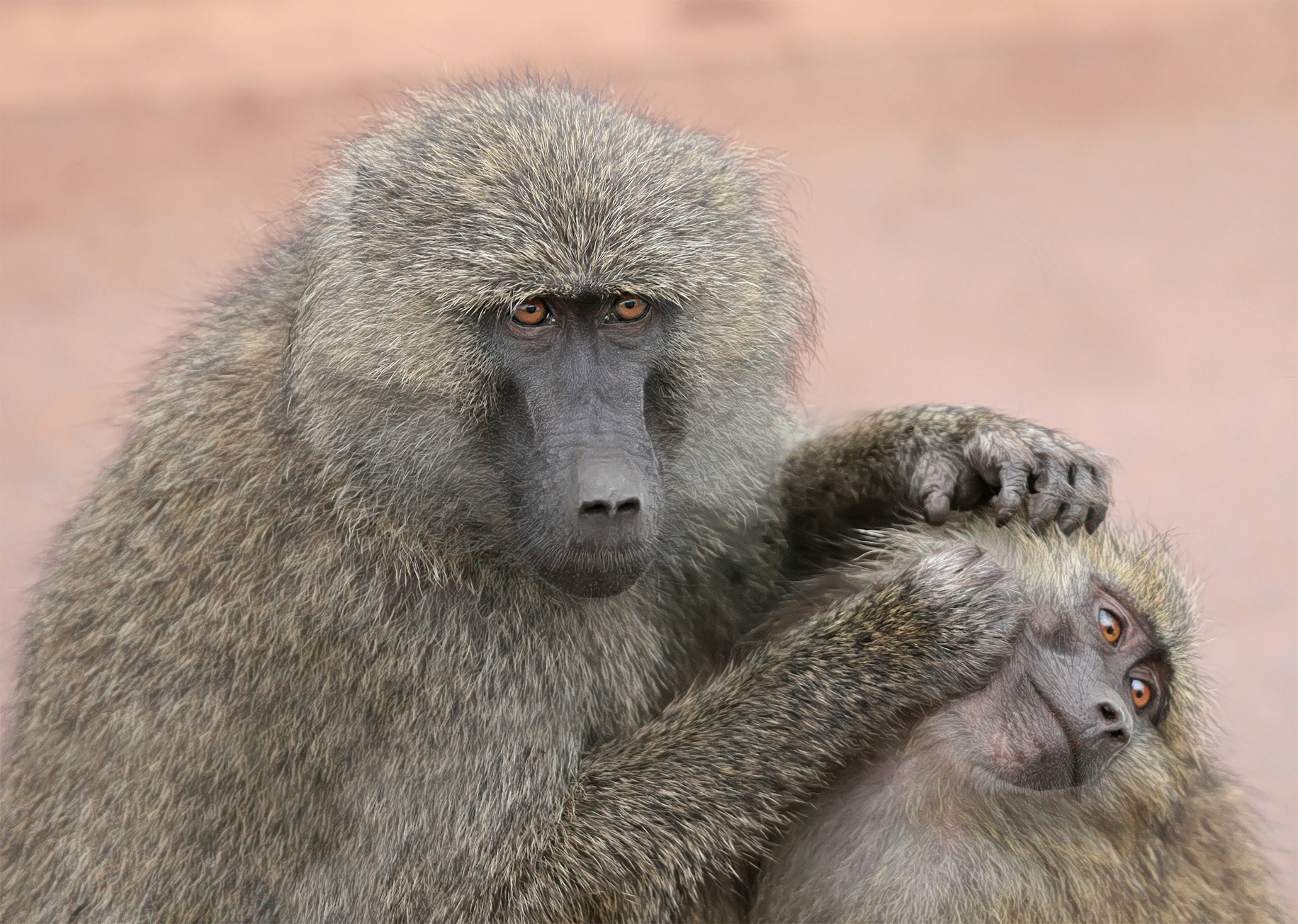
یک بابون زیتونی در حال جوریدن یک هم‌نوع نوجوان.

جوریدن  (به انگلیسی: grooming) یعنی جستجوی بدن یکدیگر و کشتن انگل‌های خارجی مثل شپش و کنه.
جوریدن، رفتاری است که در آن حیوانات اجتماعی، از جمله انسان، بدن یا ظاهر یکدیگر را تمیز یا حفاظت می‌کنند.
جوریدن یک فعالیت عمده اجتماعی است و به‌وسیله آن حیوانات می‌توانند ساختارهای اجتماعی و پیوندهای خانوادگی را بین خود تقویت کنند. جوریدن همچنین به عنوان وسیله‌ای برای حل تعارض، رفتار مادرانه و زناشویی و آشتی در بعضی از گونه‌ها استفاده می‌شود.
جوریدن بخش مهمی از وقت روزانه کَپی‌های بزرگ را اشغال می‌کند و مهم‌ترین تنظیم‌کنندهٔ تعادل اجتماعی و نظم رفتاری در قبیلهٔ میمون‌هاست.
از دید رابین دانبار، با بزرگ شدن اندازهٔ جوامع انسانی اولیه، جوریدن بدن همهٔ آشنایان و دوستان با دست ممکن نبود، و بنابراین می‌بایست رفتاری جایگزین این شیوه از ابراز دوستی و نمایش نیک‌خواهی شود. از دید او تولید صداهای خوشامدگویانه، هشداردهنده یا نوازشگرانه ابداعی جدید بود که برای حل این مشکل پدید آمد.
رابین دانبار بنابر این، این نظریه را پیشنهاد کرده که ظهور زبان در ابتدای کار جایگزینی کم‌هزینه و کارآمد برای جوریدنِ دوستان بوده‌است. این نظریه از سوی بسیاری دانشمندان دیگر پذیرفته نشده‌است.

## در انسان‌ها
در گذشته که وضعیت بهداشت و امکانات ضدعفونی کردن و استحمام کمتر موجود بود، شپش در بسیاری از منازل و پوشاک و حتی موی سر مردم لانه می‌کرد. مادران وقتی موی سر فرزندان را می‌جوریدند و شپش را می‌یافتند ناخن دو شست خود را در دو سوی شپش قرار می‌دادند و محاصره‌اش می‌کردند. سپس به او فشار می‌آورند و با نزدیک کردن نوک دو ناخن او را می‌کشتند.
شپش جوریدن در سر و لباس فرزندان و شوهران حتی تا قرن بیستم از وظایف مادران در خانواده‌های فقیر اروپایی بوده‌است.
در قدیم تراشیدن مرتب موهای سر، استفاده از نوره بهداشتی، جوشاندن لباس‌ها در آب جوش و قرار دادن رختخواب در زیر آفتاب سوزنده از جمله روش‌هایی بود که تا حدودی از افزایش جمعیت شپش‌ها پیشگیری می‌کرد ولی برخی بانوان که موهای پرپشت و بلند، یکی از مزایا و عوامل محبوبیت آنها نزد همسرانشان محسوب می‌شد، از تراشیدن موهای سر، خودداری می‌کردند و برای مبارزه با این حشره روش ویژهٔ خود را داشتند. خانم‌ها، علاوه بر جوشاندن لباس‌ها و ملحفه‌ها به کمک یکی از محارم، نظیر مادر، خواهر، برادر، پدر یا خدمتکار زن در زیر آفتاب می‌نشستند و سر خود را در دامان فرد کمک‌دهنده قرار می‌دادند تا او ضمن جستجو در بین موهای آنها، شپش‌ها و تخم شپش‌ها (گُدیسک‌ها) را یکی یکی شکار کرده، روی سنگی قرار دهند و به کمک قطعه سنگی کوچک آن‌ها را به گونه‌ای له کنند که حتی تخم‌های این حشره خطرناک نیز نابود شود. جوریدن بخشی از زندگی خانواده‌ها را در آن سال‌ها، به خود اختصاص داده بود و از این‌رو هر گاه افراد خانواده از کارهای مهم و حیاتی خود فارغ می‌شدند، به فرزند یا خدمتکار خود می‌گفتند: «بیا سر مرا بجور!» هر خانواده ای دو قطعه سنگ مناسب برای کشتن شپش در خانه نگهداری می‌کردند که متناسب با درآمد خانواده، ممکن بود از سنگ مرمر یا دیگر سنگ‌های قیمتی تهیه شده باشد.